# Robert Fuchs-Liska
Robert Fuchs-Liska (auch: Robert Fuchs; * 14. November 1870 in Homburg vor der Höhe; † 5. November 1935 in Bad Nauheim, Hessen) war ein deutscher Schauspieler und Schriftsteller.

## Leben
Robert Fuchs-Liska besuchte die Realschule in seiner Heimatstadt Homburg vor der Höhe und später in Coburg. Als Sechzehnjähriger riss er von zu Hause aus und fuhr als Schiffsjunge zur See. Auf Schiffen der Handelsmarine absolvierte er eine Ausbildung, die zum Erwerb des Steuermann-Patents führte. Da er jedoch weiterhin nur Anstellungen als Vollmatrose fand, verließ er auf einer Reise in die Südsee eigenmächtig sein Schiff und fand später eine Arbeit als Sekretär auf einer Plantage in Niederländisch-Indien. Dort erkrankte er jedoch so schwer an Malaria, dass er 1893 zur Rückkehr nach Deutschland gezwungen war.
Nach seiner Rückkehr absolvierte Robert Fuchs-Liska bei einem Tenor der Frankfurter Oper eine Gesangsausbildung mit Ziel, Opernsänger zu werden. Da er jedoch auf der Opernbühne unter zu starkem Lampenfieber litt, verlegte er sich auf die Schauspielerei, insbesondere auf das komische Fach und die Operette. Ab 1894 erhielt er Engagements in Wien, Hamburg, Berlin und schließlich am Stadttheater in Bern, wo er vier Jahre lang lebte. Während dieser Zeit hörte er neben seiner Arbeit auf dem Theater Literaturvorlesungen an der Universität Bern und veröffentlichte erste literarische Arbeiten in Zeitschriften.
Seit Anfang der 1920er Jahre war Fuchs-Liska fest engagiert am Theater in Bad Kissingen. Seine literarisch produktivste Zeit fällt in das Jahrzehnt von 1915 bis 1924. Im Jahre 1924 war er aus gesundheitlichen Gründen gezwungen, seine Arbeit als Schauspieler aufzugeben. Ab 1934 gehörte er der Redaktion des Taunusboten in Bad Homburg an.
Robert Fuchs-Liska war Verfasser von Romanen, Erzählungen, Märchen, Gedichten und eines Theaterstücks. Im erzählerischen Bereich erwies
er sich als ungewöhnlich vielseitig: Er schrieb u. a. Abenteuerromane, Heimatromane, Kriminalromane, historische, humoristische und erotische Romane. Obwohl seine Werke, wie z. B. der historische Roman Härmlein von Reifenberg sowie die beiden Jugendbücher Der letzte Robinson und Die zwei Matrosenbibeln durchaus erfolgreich waren und mehrere Auflagen erlebten, geriet Robert Fuchs-Liska bereits unmittelbar nach seinem Tod weitgehend in Vergessenheit. Kurz zuvor waren seine Bücher Schamlose Seelen und Fräulein Sünde vom nationalsozialistischen Regime auf die „Liste des schädlichen und unerwünschten Schrifttums“ gesetzt worden.

## Werke
- Waldpfade, Bern 1901 (unter dem Namen Robert Fuchs)
- Blinde Scheiben, Leipzig 1906
- Ans Vaterland, ans teure ..., Leipzig 1915
- Dasselbe und andere Novellen, Leipzig 1915
- Härmlein von Reifenberg, Frankfurt a. M. 1915
- Pithekonat, das Urmenschwesen, Leipzig 1915
- Die Siebenhäusergasse und andere Novellen, Leipzig 1915
- Einen Sommer lang, Bad Kissingen 1915
- Der Zoppekratz, Frankfurt a. M. 1915
- Der gefesselte Prometheus, Leipzig 1916
- Hatzicho der Wolf, Frankfurt a. M. 1916
- Des Mitleids Liebe, Leipzig 1916
- Der möblierte Herr, Leipzig 1917
- Simeon Hackbarths Entsagungen, Leipzig 1917
- Fabian Splitterschleichs Läuterungen, Leipzig 1918
- Die heilige Bitternis, Leipzig 1918
- Jan Maats grüne Kiste, Leipzig 1918
- Der Haschischraucher, Berlin 1919
- Fräulein Sünde, Berlin 1920
- Die Liebe der weißen Frau, München 1920
- Prinzessin Fiedelinchen und andere neue deutsche Märchen, München 1920
- Das Roterchen und andere Märchen, München 1920
- Schamlose Seelen, Berlin 1920
- Springende Schatten, Berlin 1920
- Stiefkinder des Glücks, Berlin 1920
- Die verscherzte Himmelsmacht, Leipzig 1920
- Das Amulett aus Menschenhaut, Berlin 1921
- Der mordende Lenz, Berlin 1922
- Der letzte Robinson, Stuttgart 1923
- Der spukende Schädel, Berlin 1923
- Laien-Astrologie, Kempten (Allgäu) 1924
- Die zwei Matrosenbibeln, Stuttgart 1924
- Der grüne Schlangenstein, Stuttgart 1927
- Das goldene Moskito, Berlin 1935
- Der Tod im Nadelöhr, Berlin 1937
- Um ein blondes Frauenhaar, Berlin 1937. Neuausgabe Hofenberg, Berlin 2021, ISBN 978-3-7437-2680-2